# Psammisia breviflora
Psammisia breviflora är en ljungväxtart som först beskrevs av George Bentham, och fick sitt nu gällande namn av Johann Friedrich Klotzsch. Psammisia breviflora ingår i släktet Psammisia och familjen ljungväxter. Inga underarter finns listade i Catalogue of Life.